# Łzy
Łzy (Ўзи) — польський гурт, що грає поп-рок. Назва гурту означає «Сльози». 
До найпопулярніших пісень гурту відносять «Agnieszka» (Аґнєшка), «Narcyz» (Нарцис), «Jestem jaka jestem» (Я така, яка є), «Oczy szeroko zamknięte» (Широко заплющені очі) а також «Gdybyś był» (Якби ти був). Найпопулярнішими альбомами гурту є W związku z samotnością (У зв'язку із самотністю) та Nie czekaj na jutro (не чекай на завтра).

## Історія
Гурт було створено в 1996 році у місті Пшуві, а перший альбом «Słońce» (Сонце) вийшов двома роками пізніше. Він не приніс групі популярності, не дав комерційного успіху. Тільки друга платівка, W związku z samotnością, була помічена ширшою аудиторією. Вона містила шлягери «Agnieszka już dawno…» і «Narcyz», котрі в 2001 році досягли високих місць у хіт-параді 30 Ton. Ці пісні досі є найпопулярнішими з творів групи.
Третій альбом було випущено у 2002 році. Називався він Jesteś jaki jesteś (Ти є такий який ти є). Хоча він виявився менш популярним від попереднього, пісні «Jestem jaka jestem» (Я така, яка є), «Ja nie lubię nikogo» (Я не люблю нікого) і «Anastazja» (Анастасія) також стали хітами.
2003 рік приніс групі найбільшого успіху у вигляді синглу «Oczy szeroko zmknięte» (широко закриті очі). Ця пісня стала одним з найбільших хітів року, а платівка «Nie czekaj na jutro» (Не чекай на завтра) потрапила до списку альбомів, котрі найкраще продаються у Польщі. Цей успіх було спричинено тим, що Łzy почали з'являтися в польських ЗМІ, котрі до того часу ставилися з підозрою до групи. Наступними хітами стали «Anka, ot tak» (Анка, от так), «Julia, tak na imię mam» (Юля, так мене звуть). Другий твір група подала на Євробачення 2004, згодом посівши друге місце у національному відборі.
Łzy взяли участь у Sopot Festival у 2005 році з піснею «Przepraszam cię» (Вибач мені). Ця пісня була з їхнього наступного альбому «Historie, których nie było» (Історії, котрих не було). У 2006 році, на десятиріччя існування групи, вийшла компіляція «The Best of 1996-2006». Вона містила найпопулярніші хіти, а також три нові пісні, включаючи «Gdybyś był» (Якби ти був). З цією композицією група пішла на XLIII Фестиваль Польської Пісні в місті Ополе.
У 2008 році здобув популярність сингл «Puste słowa» (Пусті слова), а вокалістка Анна Вишконі розпочала сольну кар'єру.

## Склад гурту
- Анна Вишконі (Anna Wyszkoni) — вокал
- Адам Конкол (Adam Konkol) — гітара
- Рафал Тшаскалік (Rafał Trzaskalik) — гітара
- Давид Кшикала (Dawid Krzykała) — перкусія
- Адріан Вєчорек (Adrian Wieczorek) — клавішні